# ばんきんや
ばん きんや（本名：三橋 雄豊、1952年 - ）は、日本のお笑いタレント・音楽家。東京都出身。有限会社オフィス・バン代表取締役。

## 来歴・人物
大学在学中よりクラブでギター演奏を始め、1982年に松元ヒロ、石倉チョッキと「笑パーティー」を結成、リーダーを務める。
1983年に『お笑いスター誕生!!』へ出場。4週勝ち抜き、銅賞を獲得。第4回には優勝し、賞金100万円を獲得した。第2、3、6回でも決勝に進出している。
1988年に「キャラバン」、「ジョージボーイズ」とともに社会風刺コントグループの「ザ・ニュースペーパー」を結成し、「笑パーティ」は自然消滅した。（その後、笑パーティーの三人はザ・ニュースペーパーを退団、それぞれの分野で活動）
ばんきんやは、その後コミックバンド「バンバンG」のリーダーとしてTV・イベント等で活動する一方、2000年、東京都目黒区にミュージックライブハウス「バンバンG」を開き、連日メンバーのポール吉田らとともにコミックバンド・ショーを行う。お店では、オーダーされた料理を全部バンドメンバーで作り、ザ・ドリフターズのいかりや長介や千葉真一らも訪れ賑わっていた。お店は2009年に閉店したが、その後も全国のホテル・ホール等でショー・公演を精力的に続ける。
コミックバンドには、高い「演技力」と「音楽性」の二つが必須であるという理念のもとに芸能活動を行い、俳優として舞台で活躍することも多々あり（2003年6月銀座博品館劇場での舞台「ブルースな日々 あぁガス欠!」）、音楽家としてもジャズ、ラテン、ロック、演歌、民族音楽まで、幅広い音楽性を習得し、ネタに詰め込んだ。
バンバンGの代表的なネタとして、「ヤン坊マー坊天気予報」のテーマソングを「演歌風」「フランス風」「アフリカ風」「人形浄瑠璃風」等に編曲したものがある。ガラクタ楽器演奏（ジャグ・バンド演奏）も得意で、バケツ・ベース・洗濯板等で、「天国と地獄」「聖者の行進」「リパブリック讃歌」「ビル・ヘイリー」等を演奏する。
テレビ東京「ハロー!モーニング。」（2004/10/24）に出演した際は、「ハロモニ。音楽のじかん2004」コーナーで、バンバンGメンバーが、当時のモーニング娘。にジャグ・バンド演奏をレクチャー、最後に全員でスタジオ演奏した。現在はバイクで全国各地の登山活動にも積極的に取り組んでいる。